# 奧斯瓦爾多·卡布雷拉
奧斯瓦爾多·阿爾貝托·卡布雷拉（Oswaldo Alberto Cabrera）是一名委內瑞拉職業棒球員，效力於美國職棒大聯盟 (MLB) 的紐約洋基隊。他於2022年首次登上美國職業棒球大聯盟。

## 外部連結
- 球員資訊和成績在MLB，ESPN，Baseball-Reference，Fangraphs（英文）